# Cauchero
Cauchero ist ein Corregimiento des Bezirks Almirante in der Provinz Bocas del Toro in Panama. Bei der Volkszählung im Jahr 2023 hatte es 2934 Einwohner. Das Corregimiento erstreckt sich über eine Fläche von 139,8 km².
Das Corregimiento wurde durch Gesetz Nr. 172 vom 19. Oktober 2020 geschaffen.

## Bevölkerung
Die folgende Tabelle zeigt die Bevölkerung des Corregimientos Cauchero, wie es in den Volkszählungen 2000, 2010 und 2023 erfasst wurde.
| Jahr         | 2000 | 2010 | 2023 |
| ------------ | ---- | ---- | ---- |
| Einwohner    | 1636 | 2424 | 2934 |
| davon Männer | 833  | 1245 | 1431 |
| davon Frauen | 803  | 1179 | 1503 |

## Orte
Im Corregimiento Cauchero befinden sich folgende Orte:
- Alto Caña
- Bajo Mina
- Barriada La Fe
- Boca de Negrita o La Negrita
- Cauchero
- Cauchero Arriba
- Cayo Mono
- Cerro Palma
- Dos Escobas
- El Desierto
- Loma Azul
- Loma Cuchilla o Cerro Piedra
- Loma Estrella
- Loma Fría
- Loma Santos
- Los Higuerones
- Los Naranjos
- Pueblo Nuevo
- Punta Peña
- Quebrada del Pueblo
- Quebrada Estrella
- Quebrada Huaca
- Quebrada Mina
- Quebrada Mono
- Quebrada Pinzón
- Quebrada Plátano
- Río Uyama
- Siloe